# Perry Mason e le prove indiziarie
Perry Mason e le prove indiziarie (The Case of the Angry Mourner) è un romanzo giallo del 1951 di Erle Stanley Gardner, il trentottesimo con protagonista il celebre avvocato Perry Mason.

## Trama
Belle Adrian, come molte altre donne, è una madre apprensiva. Soprattutto quando sua figlia Carlotta frequenta un tipo poco raccomandabile come Arthur Cushing, giovane figlio di un milionario, abituato ad ottenere tutto quello che vuole: soprattutto le donne, anche con la violenza se serve. Una sera Belle sta aspettando con più ansia del solito che Carlotta torni da un appuntamento al villino di Arthur (le due donne e il giovane sono infatti vicini di casa in un'esclusiva zona sciistica); e quando ode un grido di donna venire proprio da quel villino, il suo primo pensiero è correre a vedere che succede. Vi trova soltanto il cadavere di Arthur, ucciso da un colpo di pistola, e una serie di prove che accusano Carlotta. Le fa sparire, e poi torna di corsa a casa, dove trova proprio Carlotta, che racconta di aver subito un tentativo di molestia da parte di Arthur (ha infatti la camicetta strappata), di aver forato con la macchina e di essere perciò tornata a piedi. Ciò che Belle non sa è che la sua visita al villino è stata vista da altri due vicini, i coniugi Sam e Betsy Burris, anche loro svegliati dal grido di donna; Sam tuttavia si presenta a casa loro per rassicurarla che non ne faranno parola con la polizia, perché a loro parere Arthur ha avuto infine quello che si meritava, e dunque preferiscono coprire Carlotta.
Pensando di dover tuttavia stornare i sospetti dalla figlia, Belle si ricorda che nelle vicinanze è in vacanza anche il famoso avvocato Perry Mason, e va a chiedergli aiuto: non gli racconta la vera versione della sera, finge anzi che la figlia sia rientrata molto prima e che da quel momento siano sempre state insieme. Ma la polizia non ci mette molto a fare due più due: molte sono le prove che sembrano puntare verso un colpevole...ma non verso Carlotta, bensì verso Belle, che viene infatti incriminata per omicidio! Toccherà a Mason, aiutato dai soliti Paul Drake e Della Street, risolvere un mistero che forse è molto più complesso di come sembra.

## Edizioni italiane
- Perry Mason e le prove indiziarie, collana Il Giallo Mondadori n. 324, Arnoldo Mondadori Editore, aprile 1955.
- Perry Mason e le prove indiziarie, collana I classici del Giallo Mondadori n. 139, Arnoldo Mondadori Editore, maggio 1972.
- Perry Mason e le prove indiziarie, traduzione di Giuseppe Gogioso, collana I classici del Giallo Mondadori n. 1253, Arnoldo Mondadori Editore, agosto 2010.